# 崔惠妃 (明太祖)
崔惠妃（?—?），明朝太祖朱元璋的惠妃。

## 生平
崔惠妃的生平史书没有记载，没有生育子女的记录。她在明成祖永乐年间去世。明朝典制，皇帝尊谥十七字，皇后十二字，皇妃、太子与太子妃尊谥只有二字。从永乐年间明太祖惠妃崔氏薨逝後，谥号莊靖安榮，妃嫔的四字谥从此开始。崔惠妃在明成祖永乐年间去世，证明她在明太祖驾崩时未被作为无子女妃嫔殉葬。